# Антоній Мондик
Антоній Мондик (у хрищенні Андрій; 19 січня 1913 — 20 листопада 1989, Доробратово, Закарпатська область) — греко-католицький священник, монах чину святого Василія Великого. Впродовж 1943–1945 років виконував уряд Настоятеля української вітки Василіян, а у 1946 р., після прилучення Закарпаття до УРСР, став уповноваженим Протоархимандрита з правами Протоігумена для закарпатських монастирів, обов'язки якого виконував аж до самої смерті.

## Життєпис

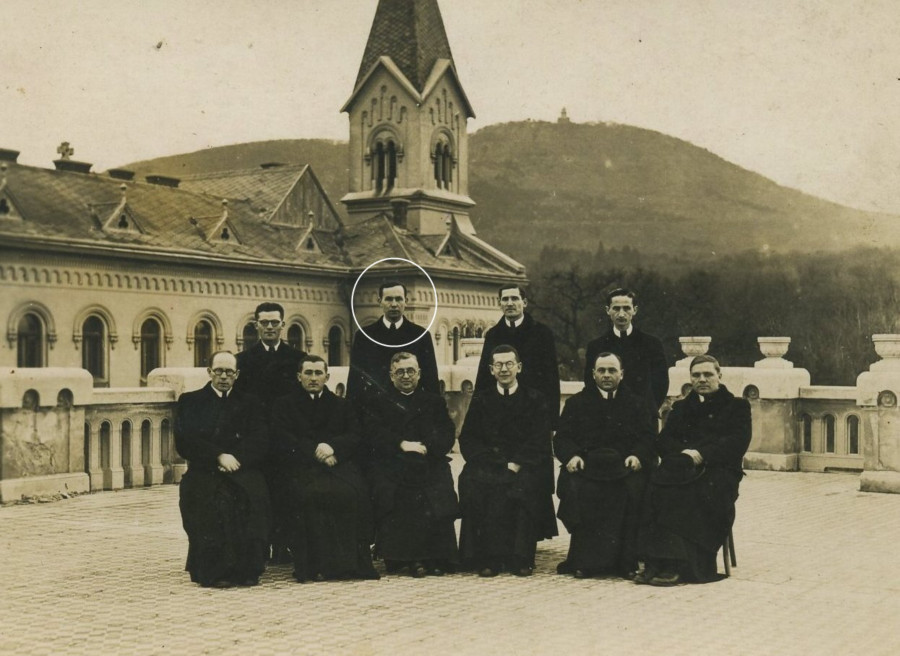
отець Антоній (Мондик) ЧСВВ серед Отців-Василіян у м. Будапешті. 1939 р.

Народився в селянській родині 19 січня 1913 р. в селі Доробратово, Іршавського району. 5 вересня 1931 р., після завершення Мукачівської гімназії, вступив до монастиря на Чернечій горі, де відбув вступну пробу послишників, де 18 квітня 1933 р. склав тимчасові обіти. Після завершення схоластикату й філософії в Ужгородському монастирі, богословські студії розпочав у Мукачеві, а завершив в Оломовці, на Моравії. Вічні обіти склав 23 липня 1939 р. і на священника був рукоположений 30 липня 1939 року в Пряшеві владикою Павлом Ґойдичем. Після свячень навчав латинську мову в Мукачівському монастирі, а відтак в Маріяповчі. 1943 р., коли був призначений настоятелем української вітки василіян, повернувся до Мукачева, де викладав філософію.
У 1944 р., після зайняття Закарпаття Радянськими військами, перебрав на себе обов'язки вчителя послушників (новиків).
В 1946 р., коли Закарпаття стало вже урядово приєднане до УРСР, з Риму отримав таємне призначення на Настоятеля (уповноваженого Архимандритом) закарпатських Василіян з правами Протоігумена, з осідком в Мукачівському монастирі.

### Життя в підпіллі
Вже 1947 р. радянська влада ліквідувала Мукачівський монастир, а монахів, між ними й о. Антонія, вивезли та інтернували в Імстичівському монастирі. В квітні 1950 р., коли був ліквідований теж Імстичівський монастир, о. Мондик, якимсь чудом, вирвався з большевицьких рук і подався на працю лісоруба в селі Брід, біля Іршави. В цей час, підпільно проводив душпастирську працю в селах Білки, Броді, Дешковиці та м. Іршаві. Був тоді й об'єктом пильного нагляду і контролю з боку внутрішніх органів, однак вірні ретельно переховували його і з радістю приймали у своїх родинах. Незабаром, о. Мондик занедужав, тож подався на працю до колгоспу в рідному селі, де працював виноградарем аж до 1973 р. У с. Доробратово, о. Антоній проживав в родині свого родича Андрія Боговича. В цій родині він прожив 18 років, з обережністю проводячи підпільну душпастирську працю.
Нажаль, переслідування тоді торкалося не лише монахів, але й людей, у яких вони знайшли притулок після ліквідації монастирів. Так почали переслідувати й родину Боговичів, у якої проживав о. Мондик. Особливо важко о. Антоній переніс випадок, коли господаря дому два тижні утримували в підвальних приміщеннях сільради, намагаючись допитами витягнути з нього інформацію про підпільну діяльність о. Антонія. Після цього випадку о. Мондик, за допомогою рідних та односельців, збудував невелику хату на нежилому сільському подвір'ї і оселився в ній у 1966 році. Цей будинок став підпільним монастирцем.
«Мала кімната, ще менший коридор та мініатюрна веранда. В кімнаті під вікном, невеликий стіл, на якому металевий хрест. Зліва — металеве ліжко, справа — етажерка з літературою. Над ліжком висіло розп'яття, по-особливому вражаюче в тих часах підпілля і переслідування. Ще була шафа з одягом, а за полотняною ширмою — етажерка з лікарськими рослинами та схованою духовною літературою. Ось і всі пожитки великої і розумної людини», — так описували односельчани помешкання о. Монадика, який офіційно був звичайним працівником колгоспу, а потаємно — Протоігуменом отців Василіян на Закарпатті, тримаючи з ними тісний зв'язок і співпрацю. Ця, на перший погляд непомітна хатина, була насамперед місцем заборонених в той час спільних підпільних богослужінь і ревної та палкої молитви о. Антонія за витривання у вірі, як його так і всіх його співбратів-василіян та цілої Греко-католицької Церкви. Тут часто відвідував о. Антонція о. Павло Мадяр ЧСВВ, з яким вони вели довгі розмови. Відлучаючись на кілька днів, о. Антоній зустрічався, щоразу в інакшому місці, з іншими духовними особами та готував у підпіллі кандидатів до монашого та священичого стану. О. Антоній вів співпрацю також з блаженної пам'яті Преосвященним владикою Іваном Маргітичем, з яким його єднала не лише підпільна діяльність, але багато спільних ідей.
За підпільну діяльність, кожен день о. Антонія проходив у настороженні і неспокої. Представники внутрішніх органів постійно за ним слідкували та періодично робили обшуки в його помешканні. Маючи великий авторитет у селі, о. Антоній інколи уникав несподіваних обшуків за допомогою сільського голови, який попереджав його про наліт кадебістів.
Як монах о. Мондик був надзвичайно лагідний і терпеливий. За його добре серце та щирі поради його шанували не тільки свої, але й православні. Своєю тихою й непомітною душпастирською працею він причинився до того, що опісля його рідне село Добробратове було одне з перших, яке повернулося в лоно Греко-католицької Церкви.

### Смерть

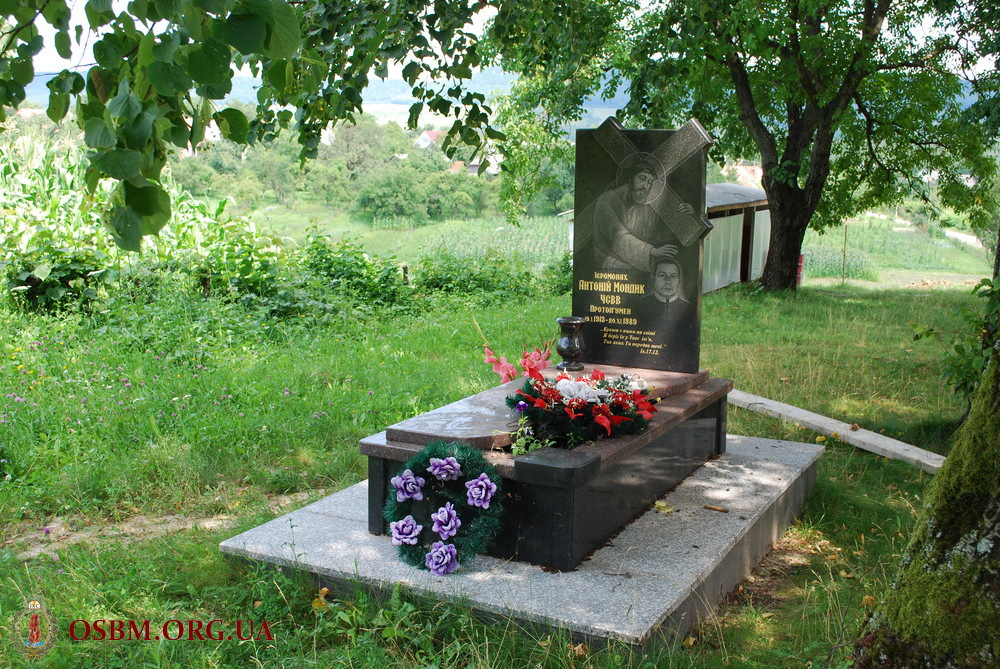
Могила отця Антонія (Мондика) ЧСВВ в с. Доробратово

Помер, о. Антоній Монадик ЧСВВ як і жив, святою смертю 20 листопада 1989 р. й похоронений в рідному селі. На похоронних відправах, які відбулися в храмі на свято Архистратига Михаїла 21 листопада, були присутні Преосвященний Владика Іван Маргітич, о. Павло Мадяр ЧСВВ, о. Миколай Шепа ЧСВВ, о. Богдан Тодавчич ЧСВВ та інші священники, монахи і монахині.
Вірні села Доробратово вирішили поховати о. Антонія на церковному подвір'ї, однак під час приготування місця поховання, сільський голова, виконуючи волю партійних органів, заборонив це робити. Коли ж вірні запротестували, голова села, будучи людиною доброю і потай релігійною сказав: «Я зробив своє, а ви продовжуйте робити як знаєте».
Сьогодні, єдина могила о. Антонія Мондика ЧСВВ на церковному подвір'ї в с. Доробратово показує, якою шанованою і великою людиною був цей монах і священник в часи, коли, назагал, людей такого стану презирали. Ця могила, окрім тлінних останків одного з найбільших Василіян, містить в собі також велику історію не лише церкви в Доробратові, але й цілої Греко-католицької церкви в Україні.
Співбрати о. Антонія по Чину, за ініціативою і стараннями о. Павла Райчинця ЧСВВ, встановили на його могилі новий пам'ятник, який надалі заохочує відвідуючих, цінувати свою віру в Бога та приналежність до Церкви Христової і шанувати тих, хто віддав своє життя за збереження цієї віри.